# 塔克納區 (塔克納省)
18°1′3″S 70°15′3″W / 18.01750°S 70.25083°W
塔克納區（西班牙語：Distrito de Tacna），是秘魯的一個區，位於該國南部塔克納大區的塔克納省，面積2,407.2平方公里，海拔高度562米，2005年人口97,247，人口密度每平方公里40人。